# Franck Honorat
Franck Honorat (Toulon, 11 augustus 1996) is een Frans voetballer die doorgaans als aanvaller speelt. Hij verruilde Stade Brest in juli 2023 voor Borussia Mönchengladbach.

## Clubcarrière
Honorat stroomde door vanuit de jeugdopleiding van OGC Nice. Hiervoor debuteerde hij op 3 november 2013 op zeventienjarige leeftijd in het eerste elftal, tijdens een wedstrijd in de Ligue 1 tegen Girondins Bordeaux. Hij viel drie minuten voor affluiten bij een 1–2-achterstand in voor Alexy Bosetti. Hij slaagde er niet meer in om de score te veranderen. Honorat bleef vier jaar onder contract bij Nice, maar brak niet door in het eerste elftal. Het seizoen 2016/17 bracht hij op huurbasis door bij FC Sochaux, waarmee hij uitkwam in de Ligue 2.
Honorat verruilde Nice in juli 2017 transfervrij voor Clermont Foot. Hiervoor speelde hij in zijn eerste jaar 35 speelronden in de Ligue 2. Hij begon met Clermont ook aan seizoen 2018/19, maar tekende na vier speelronden bij Saint-Étienne. Dat liet hem dat jaar op huurbasis bij Clermont, om hem in 2019/20 vervolgens een nieuwe kans in de Ligue 1 te geven. Dit pakte opnieuw niet goed uit voor hem. Stade Brest zag het wél zitten in Honorat en lijfde hem in juli 2020 in. Hier was hij in 2020/21 onder coach Olivier Dall'Oglio voor het eerst basisspeler op het hoogste niveau. Dat bleef hij in de volgende seizoenen ook onder Michel Der Zakarian en Éric Roy. Hij maakte in 2021/22 bovendien elf doelpunten, de eerste keer in zijn carrière dat hij daarin dubbele cijfers haalde. Hij droeg uiteindelijk in meer dan honderd wedstrijden drie seizoenen op rij bij aan het lijfsbehoud van Brest in de Ligue 1.
Honorat tekende in juli 2023 voor vijf seizoenen bij Borussia Mönchengladbach, zijn eerste club buiten Frankrijk.

## Interlandcarrière
Honorat kwam uit voor de Franse nationale jeugdselecties onder 16, 17, 18 en 19. Hij speelde geen eindtoernooien met deze teams.
1 Omlin  ·
2 Chiarodia ·
3 Itakura ·
5 Friedrich ·
7 Stöger ·
8 Weigl ·
9 Honorat ·
10 Neuhaus ·
11 Kleindienst ·
13 Fukuda ·
14 Pléa ·
16 Sander ·
19 Ngoumou ·
20 Netz ·
21 Sippel ·
22 Lainer ·
25 Hack ·
26 Ullrich ·
27 Reitz ·
28 Ranos ·
29 Scally ·
30 Elvedi ·
31 Čvančara ·
33 Nicolas ·
38 Borges Sanches ·
41 Olschowsky ·
Coach: Seoane
· Assistent-coach: Neuville